# Lista över singelettor på Gaon Chart 2015
Detta är en lista över singelettor på Gaon Chart under år 2015. Gaon Chart är sammanställningen av försäljningen av musik i Sydkorea och drivs av Korea Music Content Industry Association (KMCIA). Digital Chart publiceras varje vecka och visar listan över de mest sålda singlarna i landet genom digital nedladdning och strömning. Digital Chart, som även inkluderar bakgrundsmusik, är en sammanställning av data försedd av landets största musikförsäljare och distributörer.

## Vecka

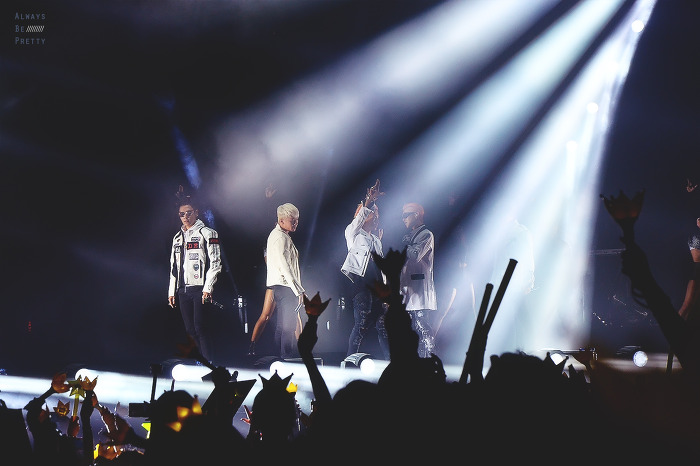
Big Bang låg etta på listan i sju veckor med fyra olika singelsläpp under året. "Loser" låg etta på listan tre veckor i rad och alla fyra singlarna toppade varsin månadslista för maj, juni, juli och augusti.

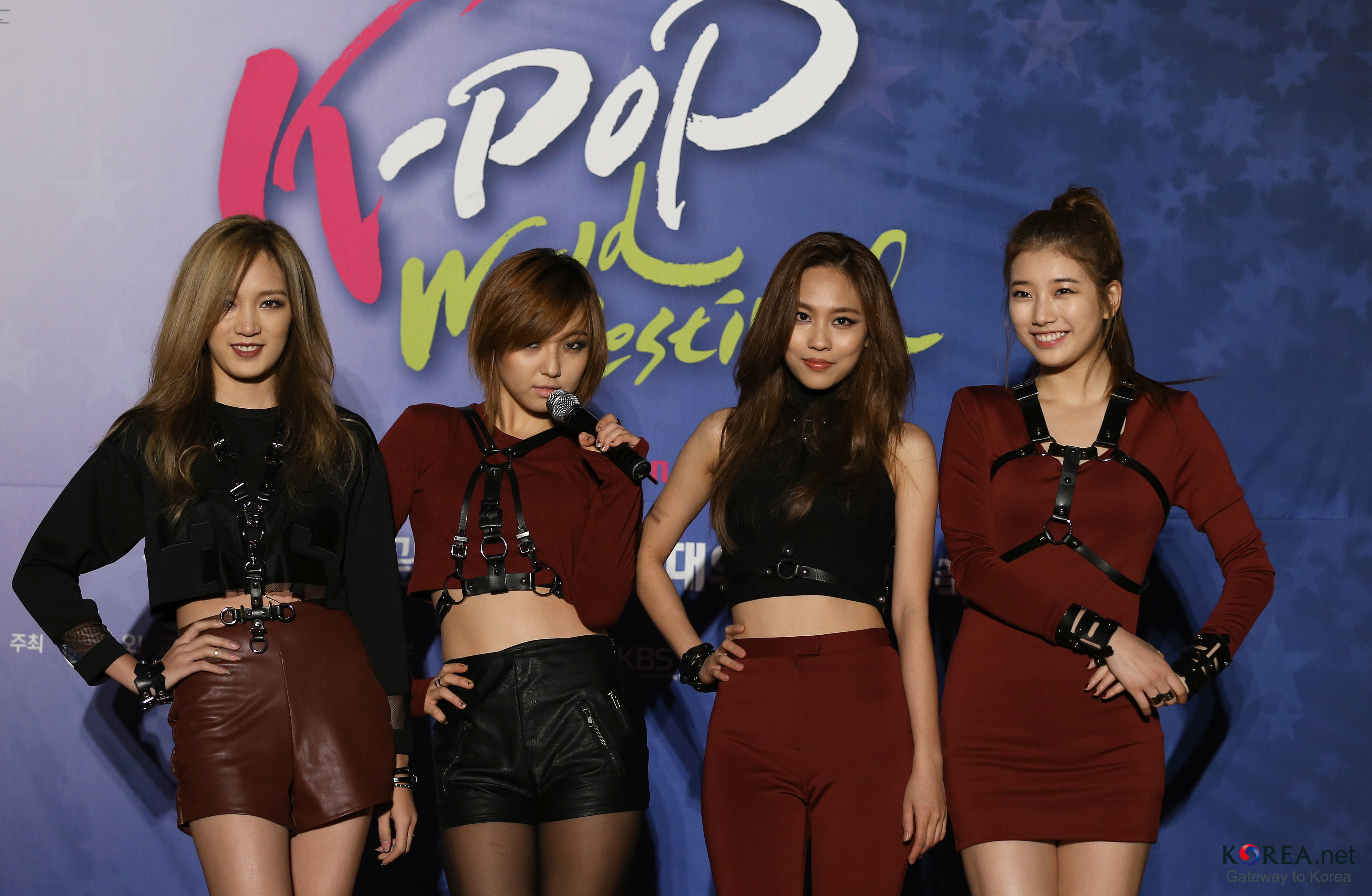
Miss A låg etta på listan två veckor i rad med singeln "Only You", som också toppade månadslistan för april.

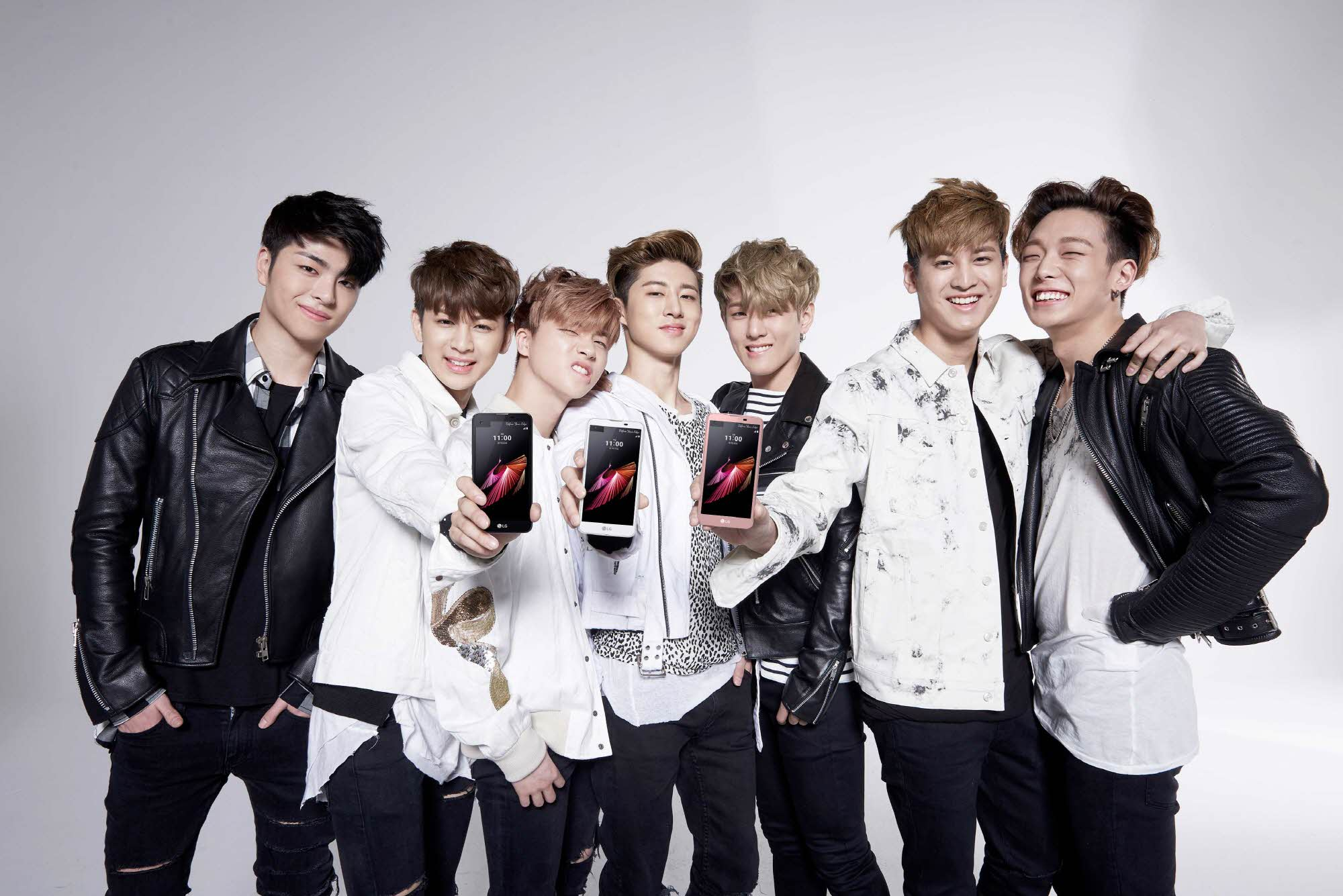
iKON låg etta på listan med två singelsläpp under året.

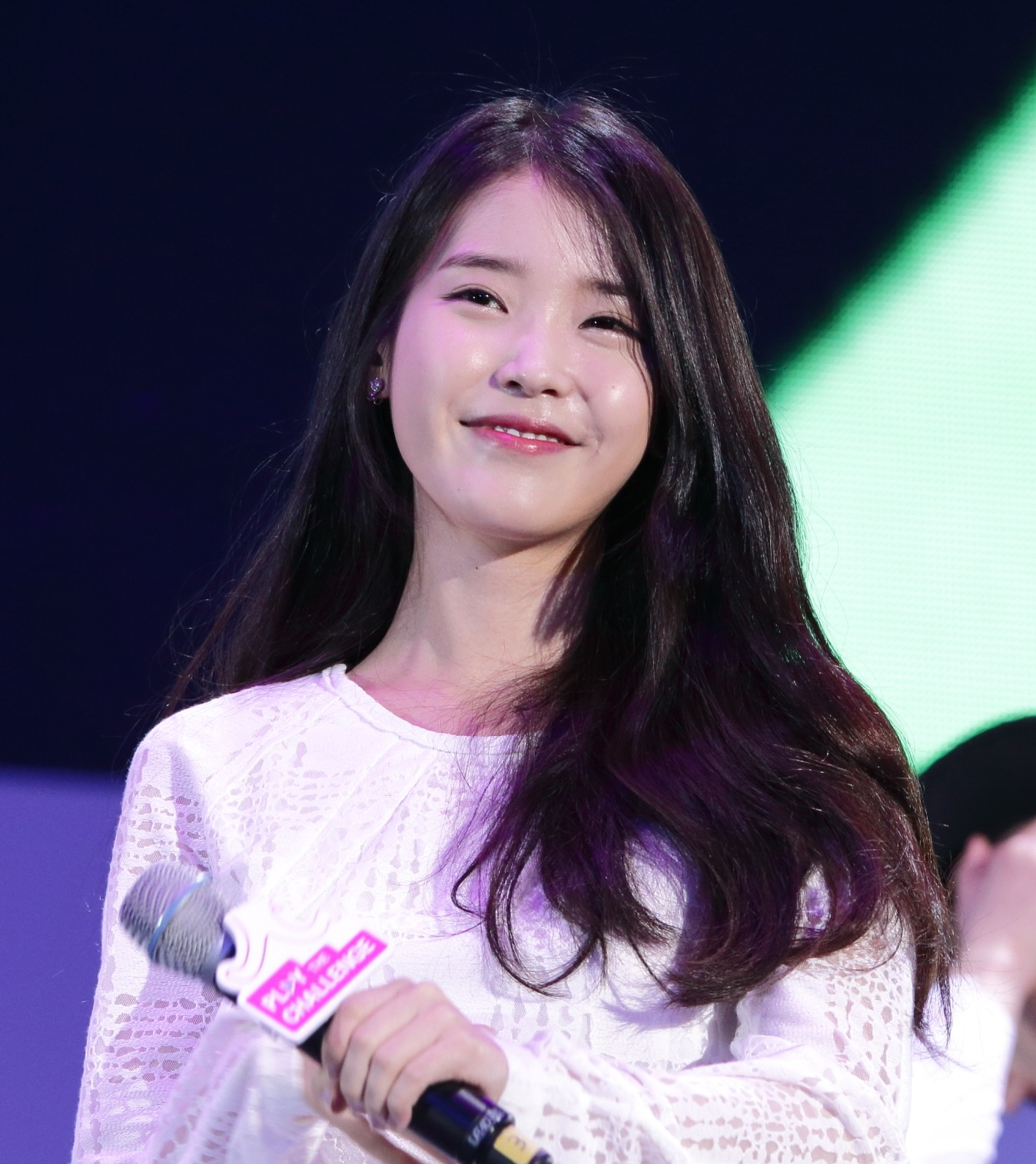
IU låg etta på listan i sex veckor med tre olika singelsläpp under året.

| Datum  | Artist                                 | Sångtitel                            |
| ------ | -------------------------------------- | ------------------------------------ |
| 27 dec | EXO                                    | "December, 2014 (The Winter's Tale)" |
| 3 jan  | EXID                                   | "Up & Down"                          |
| 10 jan | Jonghyun                               | "Deja-Boo"                           |
| 17 jan | Mad Clown ft. Jinsil                   | "Fire"                               |
| 24 jan | Jung Seung-hwan & Park Yoon-ha         | "I Have to Forget You"               |
| 31 jan | Davichi                                | "Cry Again"                          |
| 7 feb  | Zion.T & Crush                         | "Just"                               |
| 14 feb | Naul                                   | "You from the Same Time"             |
| 21 feb | Naul                                   | "You from the Same Time"             |
| 28 feb | Naul                                   | "You from the Same Time"             |
| 7 mar  | MC Mong ft. Chancellor of The Channels | "Love Mash"                          |
| 14 mar | MC Mong ft. Chancellor of The Channels | "Love Mash"                          |
| 21 mar | Huh Gak                                | "Snow of April"                      |
| 28 mar | Shin Jimin ft. Iron                    | "Puss"                               |
| 4 apr  | Miss A                                 | "Only You"                           |
| 11 apr | Miss A                                 | "Only You"                           |
| 18 apr | Park Jin-young ft. Jessi               | "Who's Your Mama?"                   |
| 25 apr | Park Jin-young ft. Jessi               | "Who's Your Mama?"                   |
| 2 maj  | Big Bang                               | "Loser"                              |
| 9 maj  | Big Bang                               | "Loser"                              |
| 16 maj | Big Bang                               | "Loser"                              |
| 23 maj | IU                                     | "Heart"                              |
| 30 maj | SHINee                                 | "View"                               |
| 6 jun  | Big Bang                               | "Bang Bang Bang"                     |
| 13 jun | EXO                                    | "Love Me Right"                      |
| 20 jun | Baek A-yeon ft. Younghyun              | "Shouldn't Have"                     |
| 27 jun | Sistar                                 | "Shake It"                           |
| 4 jul  | Big Bang                               | "If You"                             |
| 11 jul | Girls' Generation                      | "Party"                              |
| 18 jul | Hyukoh                                 | "Come and Goes"                      |
| 25 jul | Zion.T                                 | "Yanghwa Bridge"                     |
| 1 aug  | Hyukoh                                 | "Wi Ing Wi Ing"                      |
| 8 aug  | Big Bang                               | "Let's Not Fall In Love"             |
| 15 aug | Big Bang                               | "Let's Not Fall In Love"             |
| 22 aug | Incredivle, Tablo & Jinusean           | "Oppa's Car"                         |
| 29 aug | Park Myeong-su & IU                    | "Leon"                               |
| 5 sep  | Park Myeong-su & IU                    | "Leon"                               |
| 12 sep | Park Myeong-su & IU                    | "Leon"                               |
| 19 sep | iKON                                   | "My Type"                            |
| 26 sep | Gary ft. Miwoo                         | "Get Some Air"                       |
| 3 okt  | Im Chang-jung                          | "Love Again"                         |
| 10 okt | Taeyeon ft. Verbal Jint                | "I"                                  |
| 17 okt | Zion.T                                 | "No Make Up"                         |
| 24 okt | IU                                     | "Twenty-three"                       |
| 31 okt | IU                                     | "Twenty-three"                       |
| 7 nov  | Zico ft. Babylon                       | "Boys and Girls"                     |
| 14 nov | 4Men                                   | "Let's Hug"                          |
| 21 nov | iKON                                   | "Apology"                            |
| 28 nov | Oh Hyuk                                | "A Little Girl"                      |
| 5 dec  | Psy ft. CL                             | "Daddy"                              |
| 12 dec | Zico ft. Zion.T                        | "Eureka"                             |
| 19 dec | Yoon Mi-rae                            | "This Is Love"                       |
| 26 dec | Turbo                                  | "Again"                              |

## Månad
| Månad | Artist                                | Sångtitel                |
| ----- | ------------------------------------- | ------------------------ |
| Jan   | Mad Clown ft. Jinsil                  | "Fire"                   |
| Feb   | Naul                                  | "You from the Same Time" |
| Mar   | MC Mong ft. Chancellor of The Channel | "Love Mash"              |
| Apr   | Miss A                                | "Only You"               |
| Maj   | Big Bang                              | "Loser"                  |
| Jun   | Big Bang                              | "Bang Bang Bang"         |
| Jul   | Big Bang                              | "If You"                 |
| Aug   | Big Bang                              | "Let's Not Fall In Love" |
| Sep   | Park Myeong-su & IU                   | "Leon"                   |
| Okt   | Taeyeon ft. Verbal Jint               | "I"                      |
| Nov   | Zico ft. Babylon                      | "Boys and Girls"         |
| Dec   | Psy ft. CL                            | "Daddy"                  |